# マリー・アントワネットに別れをつげて
『マリー・アントワネットに別れをつげて』（マリー・アントワネットにわかれをつげて、Les Adieux à la reine）は、2012年のフランスとスペイン合作による歴史ドラマ映画。監督はブノワ・ジャコ、出演はレア・セドゥとダイアン・クルーガーなど。原作は、2002年にフェミナ賞を受賞したシャンタル・トマの小説『王妃に別れをつげて』を原作としている。フランス革命発生時のマリー・アントワネットの姿を朗読係の女性の目を通して描いており、ダイアン・クルーガーがアントワネットを演じた。
2012年2月に第62回ベルリン国際映画祭のオープニング作品として上映された。

## ストーリー
フランス王妃マリー・アントワネットの朗読係を務める若い女性シドニー・ラボルドは、王妃を心から敬愛し、王妃の側で働けることに至上の幸せを感じていた。
1789年7月14日に起きたバスティーユ襲撃をきっかけにフランス革命が始まると、ヴェルサイユ宮殿内は騒然となる。貴族たちが次々と王を見捨てて逃げ出す中、王妃は民衆の憎悪の対象となっている同性の愛人、ポリニャック夫人に国外に逃げるように言う。ポリニャック夫人が召使いの振りをして馬車で逃げるのに伴い、王妃はシドニーにポリニャック夫人の服を着て身代わりになるように命じる。激しいショックを受けるシドニーだったが、王妃の命令に従い、堂々と貴婦人を演じ切り、ポリニャック夫人と共に脱出に成功する。
こうして身寄りのない孤児だったシドニーは王妃の朗読係という立場を失い、何者でもなくなる。

## キャスト
※括弧内は日本語吹替
- シドニー・ラボルド: レア・セドゥ（小林沙苗） - フランス王妃の朗読係。刺繍が得意。
- マリー・アントワネット: ダイアン・クルーガー（林真里花） - フランス王妃。
- ポリニャック夫人: ヴィルジニー・ルドワイヤン（加藤優子） - 王妃の同性の愛人。
- ルイ16世: グザヴィエ・ボーヴォワ（後藤敦） - フランス王。
- カンパン夫人（英語版）: ノエミ・ルボフスキー（宮寺智子） - 王妃の身の回りの世話係。
- ジャコブ＝ニコラ・モロー（フランス語版）: ミシェル・ロバン（フランス語版）
- オノリーヌ: ジュリー＝マリー・パルマンティエ（フランス語版）
- ルイゾン: ロリータ・シャマー（フランス語版）
- トゥール・デュ・パン氏: ジャック・ブデ（フランス語版）
- トゥール・デュ・パン夫人: マルティーヌ・シュヴァリエ（フランス語版）

## 公開

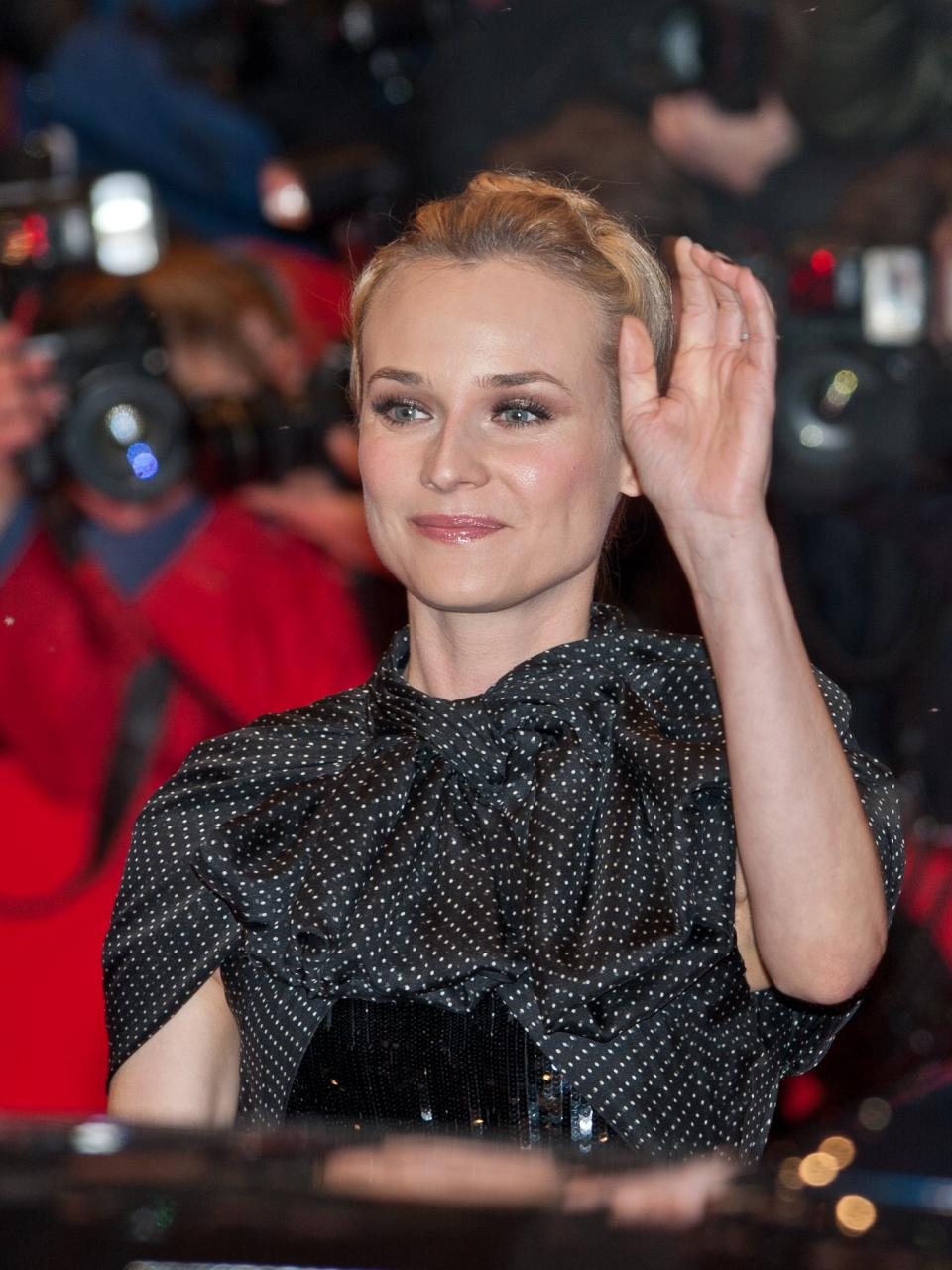
第62回ベルリン国際映画祭でプロモーションをするダイアン・クルーガー。

2012年2月に第62回ベルリン国際映画祭でオープニング作品として上映された。
4月19日にサンフランシスコ国際映画祭、24日にミネアポリス・セントポール国際映画祭で上映された。
フランスでは2012年3月21日に劇場公開された。
アメリカ合衆国では2012年7月13日に限定公開された。
日本では2012年12月1日、京都ヒストリカ国際映画祭のオープニング上映として、『大奥〜永遠〜［右衛門佐・綱吉篇］』とともに上映され、12月15日に劇場公開された。

## 作品の評価

### 映画批評家によるレビュー
Rotten Tomatoesによれば、批評家の一致した見解は「『マリー・アントワネットに別れをつげて』は、そのけばけばしい時代背景を超えて、タイムレス（時代を超えた）でタイムリーなテーマに基づいた感動的な歴史ドラマを提供している。」であり、82件の評論のうち、高く評価しているのは93%にあたる76件で、平均して10点満点中7.28点を得ている。
Metacriticによれば、20件の評論のうち、高評価は11件、賛否混在は9件、低評価はなく、平均して100点満点中67点を得ている。
アロシネによれば、フランスの23のメディアによる評価の平均点は5点満点中4.3点である。

### 受賞歴
- 2012年：カブール・ロマンティック映画祭
  - 優秀女優賞（セドゥ）
- 2012年：ルイ・デリュック賞
- 2013年：セザール賞受賞
  - 撮影賞 (ロマン・ウィンディング)
  - 美術賞 (カーチャ・ヴィシュコプ（フランス語版）)
  - 衣装賞 (クリスチャン・ガスク（フランス語版）)
- 2013年：セザール賞候補
  - 作品賞
  - 監督賞（ジャコ）
  - 脚色賞（トラン、ジャコ）
  - 主演女優賞（セドゥ）
  - 音楽賞（クレ）
  - 録音賞（Brigitte Taillandier, Francis Wargnier, Olivier Goinard）
  - 編集賞（バルニエ）